# ودر چنل
ودر چنل (انگلیسی: The Weather Channel) شرکت رسانه‌ای آمریکایی است، که در سال ۱۹۸۲ تأسیس شد.